# Xylophanes lichyi
Espèce
Xylophanes lichyi est une espèce de lépidoptères de la famille des Sphingidae, de la sous-famille des Macroglossinae, tribu des Macroglossini, sous-tribu des Choerocampina, et du genre Xylophanes.

## Description
L'envergure de l'imago varie de 29 à 35 mm pour le mâle et de 32 à 38 mm pour la femelle. L'espèce ressemble à Xylophanes maculator, mais les lignes dorsales des tegulae, du thorax et de l'abdomen sont moins marquées. De plus, la couleur du dessus de l'aile antérieure est plus verdâtre, la première ligne postmédiane est plus basale et dentée sur sa moitié distale et la bande médiane de la face dorsale de l'aile postérieure est plus large, avec un bord intérieur clair et sans ombrage rose.

## Biologie
Les larves se nourrissent sur des espèces de Rubiaceae et de Malvaceae.

## Distribution et habitat
Xylophanes lichyi se rencontre Bolivie, au Brésil et au Panama).

## Systématique
L'espèce Xylophanes lichyi a été décrite en 2000 par les entomologistes britannique Ian James Kitching (d) et français Jean-Marie Cadiou (d) (1941-2007).

### Publication originale
- (en) Ian J. Kitching et Jean-Marie Cadiou, Hawkmoths of the world: an annotated and illustrated revisionary checklist : (Lepidoptera: Sphingidae), Comstock Publishing Associates, avril 2000, 240 p. (ISBN 978-0801437342), p. 207.